# Diogène Laërce
Pour les articles homonymes, voir Diogène (homonymie).
 (décembre 2021).
Œuvres principales
- Vies, doctrines et sentences des philosophes illustres

Diogène Laërce (en grec ancien Διογένης Λαέρτιος / Diogénês Laértios) est un poète, un doxographe et un biographe du début du IIIe siècle. 
On sait peu de chose sur sa vie. Diogène Laërce est essentiellement connu parce qu'il a compilé (et ainsi permis de conserver) un grand nombre de textes et de doctrines de l'Antiquité. C'est par exemple par lui que nous sont parvenues les lettres d'Épicure, ainsi que ses Maximes capitales. On connaît aussi grâce à lui les testaments de certains philosophes.

## Biographie
Les origines de Diogène Laërce sont mal connues. Selon Jean Brun, il vécut sans doute au IIIe siècle. On a même avancé, sur la base de recoupements, qu'il s'agissait de la première moitié de ce siècle. En effet, il connaît les philosophes « classiques » tels qu'Aristote ou Platon, ainsi que leurs successeurs, comme Théophraste jusqu'au début du IIIe siècle ; il parle également de Sextus Empiricus et de Saturninus Cythénas, mais ne mentionne pas le néoplatonisme de Plotin et de Porphyre de Tyr, ni le néopythagorisme.
En ce qui concerne son nom, peut-être signifie-t-il qu'il est né à Laërte, colonie grecque de Cilicie dont parle Strabon, mais on n'en est pas sûr; des chroniqueurs médiévaux orthographient toutefois son nom Diogène de Laërtes. Il se peut aussi que « Laërte » soit un surnom qui lui viendrait du patron de sa famille, « Diogène, fils de Laërte », ainsi nommé dans les écrits d'Homère. Mais là encore, la chose n'est pas sûre.
Plus récemment, l'helléniste Olivier Masson s'est prononcé clairement en faveur de Laërte, ville de Cilicie et propose donc de « revenir sans hésiter à l'interprétation traditionnelle pour le nom de "Diogène de Laërte" (le patronyme restant inconnu). Étant donné la diffusion de la culture antique en Asie Mineure au IIe/IIIe s., il n'est pas difficile d'admettre que (...) Diogène, né dans cette bourgade cilicienne, ait pu devenir un érudit. »
Des épigraphistes britanniques ont en tout cas localisé une ville sur la montagne de Cebelireç Dağı, à 15 km à l'est d'Alanya (Turquie), d'où l'on a découvert des monnaies portant l'inscription Laerteiôn.

## Doctrine
Tout comme sa vie, la doctrine de Diogène Laërce nous est mal connue, si tant est qu'il en ait eu une. En tout cas, J. Brun voit en lui un « compilateur sans génie ».
À ses yeux, la philosophie est clairement une invention grecque. Dès son introduction, Diogène Laërce déclare que « ce sont bien les Grecs qui créèrent la philosophie, dont le nom, au surplus, ne sonne pas étranger », contrairement à ce qu'affirment les « xénophiles », pour qui « la philosophie avait pris naissance à l'étranger ». Mais tous ceux-ci, « en attribuant aux étrangers les propres inventions des Grecs (…) pèchent par ignorance, car les Grecs n'ont pas donné naissance seulement à la philosophie, mais au genre humain en entier ».
On s'est interrogé sur l'éventuelle appartenance de Diogène Laërce à un courant philosophique. Il semble apprécier Épicure, si bien que Wilamowitz voyait en lui un épicurien. Mais on a aussi pensé qu'il était platonicien : il donne une étude détaillée de Platon, et dédie son livre à une platonicienne. Aucune indication précise ne permet cependant de le classer dans telle ou telle école.
D'autre part, dans le dernier chapitre (consacré à Timon de Phlionte) du livre IX, Diogène parle d'un de ses commentateurs, Apollonidès de Nicée (en) en disant qu'il est « l'un d'entre nous » (o gar emôn). On peut comprendre que par cette expression, Diogène veut dire « notre compatriote » ou « notre condisciple ». Cette traduction est un argument (controversé cependant, car peu probant) en faveur de l'hypothèse qui voit en Diogène un sceptique. Toutefois, l'expression peut simplement signifier que Diogène était de Nicée en Bithynie, ou qu'il appartenait à la famille d'Apollonidès.
Diogène Laërce est en fait un doxographe : il a retranscrit les doctrines et les vies des philosophes considérés comme les plus importants à son époque. On a pu le voir aussi comme un poète s'intéressant à la philosophie et se plaisant à l'érudition.

## Œuvre

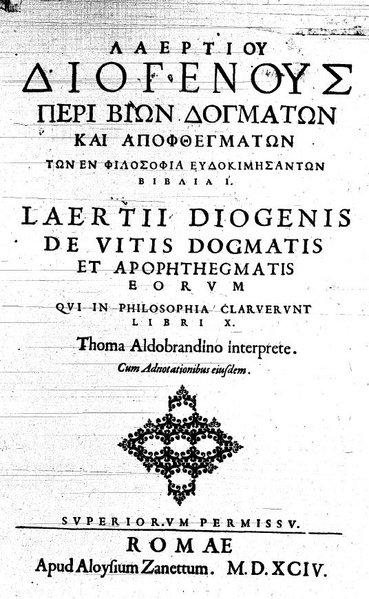
Laertii Diogenis De Vitis Dogmatis et Apophthegmatis Eorum Qui in Philosophia Claruerunt (Vies, doctrines et sentences des philosophes illustres). Première page de l'édition de 1594 (texte grec et traduction latine de Tommaso Aldobrandini).

Deux livres de Diogène Laërce nous sont parvenus : tout d'abord un recueil d'épigrammes intitulé Pammétros, dans lequel il fait preuve d'une grande habileté technique. Nous connaissons par ailleurs une cinquantaine de ses épigrammes qu'il cite dans son second ouvrage, de loin le plus important, intitulé Vies, doctrines et sentences des philosophes illustres. Il y classe les philosophes par école, en commençant par le fondateur de l'école. Le plan de chaque vie est globalement identique : Diogène commence par retracer la vie du philosophe, avec nombre d'anecdotes diverses qui situent notamment les relations que l'auteur présenté aurait eues avec les autres philosophes ; ensuite, la doctrine est évoquée à grands traits, parfois avec quelques incohérences ; suivent enfin une liste des œuvres, les circonstances de la mort et une épigramme de sa plume. Une des sources attestée pour ce travail est l'œuvre de Dioclès de Magnésie : Ἐπιδρομὴ τῶν φιλοσόφων (Aperçu des philosophes) et Περὶ βίων φιλοσόφων (Des vies des philosophes).